# Estación de Vizela
La Estación Ferroviaria de Vizela, también conocido como Estación de Vizela, es una plataforma ferroviaria de la Línea de Guimarães, que sirve al Ayuntamiento de Vizela, en el Distrito de Braga, en Portugal.

## Características

### Localización y accesos
Se encuentra junto al Largo 5 de Agosto, en la localidad de Vizela.

### Descripción física
En enero de 2011, tenía 2 vías de circulación, ambas con 156 metros de longitud; las respectivas plataformas tenían ambas 90 centímetros de altura, y 150 metros de extensión.

## Historia
El tramo entre la antigua Estación de Trofa y Vizela de la Línea de Guimarães fue abierto a la explotación el día 31 de diciembre de 1883, por la Compañía del Camino de Hierro de Guimarães.